# 시모어섬

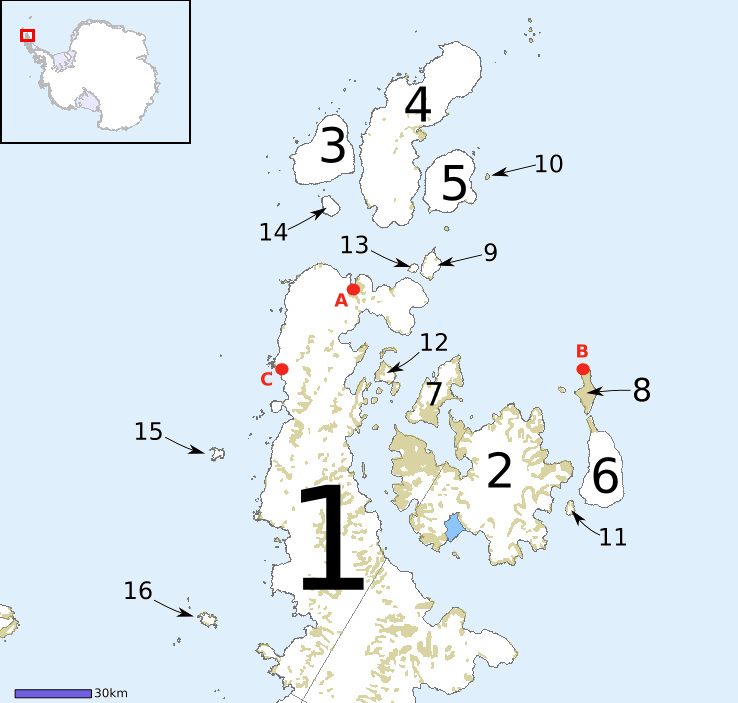

시모어섬(Seymour Island)은 남극 반도의 그레이엄 랜드 첨단에 있는 16개의 섬으로 이루어진 열도를 구성하는 하나의 섬이다. 그레이엄 랜드는 남극에서 가장 남아메리카에 가까운 위치에 있으며, 반도의 북단 서쪽에 열도가 있다. 이 가운데 시모어 섬은 스노우 힐 섬의 약간 북쪽, 제임스 로스 섬과 베가 섬의 동쪽에 위치해 있다. 시모어 섬은 섬에 있는 아르헨티나의 남극 기지의 이름에서 따와 마람비오 섬 또는 시모어 마람비오 섬이라고도 한다.

## 같이 보기
- 남극의 영유권 주장 목록